# Jules Roulleau

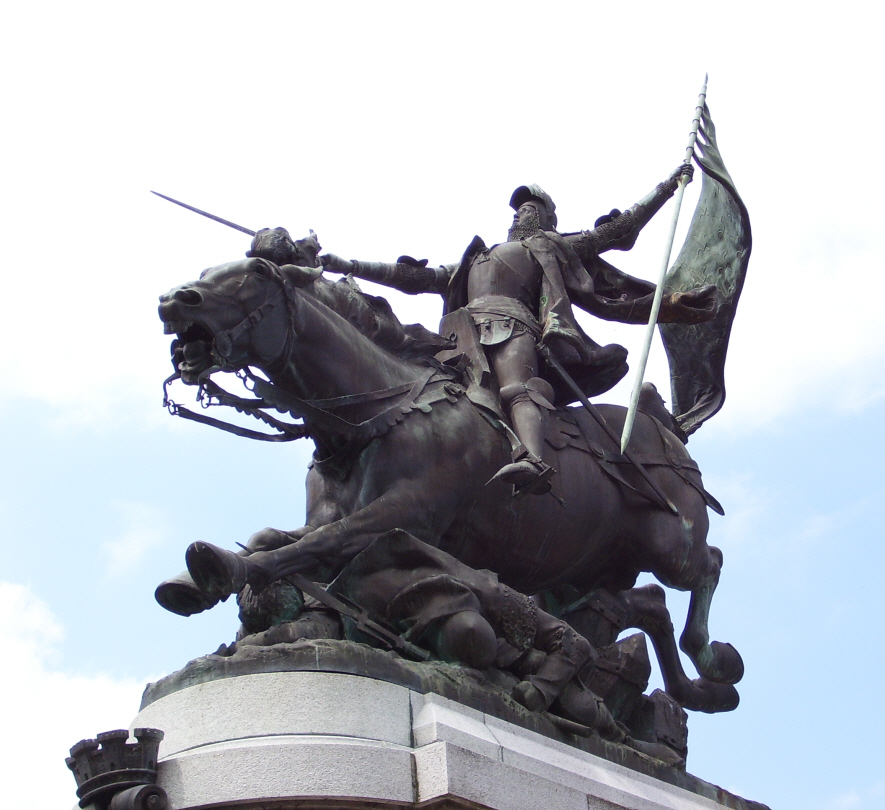
Monumento a Giovanna d'Arco, 1893

Jules-Pierre Roulleau (Libourne, 16 ottobre 1855 – Parigi, 28 marzo 1895) è stato uno scultore francese.

## Biografia
Jules Roulleau iniziò la sua carriera facendo lo scalpellino, poi entrò alla scuola di belle arti di Parigi negli studi di Jules Cavelier e di Louis-Ernest Barrias. Nel 1880 arrivò al secondo posto nella competizione del premio di Roma (prix de Rome). Nel 1890 divenne un cavaliere della Legion d'onore. Nel 1892 espose al Salone di Parigi un'opera in gesso, raffigurante Santa Giovanna d'Arco in combattimento, che gli valse la medaglia d'oro. L'anno successivo venne inaugurato un monumento alla pulzella d'Orléans che fu realizzato sempre da Roulleau.
Il 28 marzo 1895 morì nella sua casa situata al civico n. 1 della rue Rennequin, nel diciassettesimo arrondissement parigino. Egli venne sepolto nella decima divisione del cimitero di Saint-Ouen e i suoi resti rimasero lì fino al 1946, quando furono trasferiti probabilmente nell'ossario del cimitero di Père-Lachaise.

## Opere

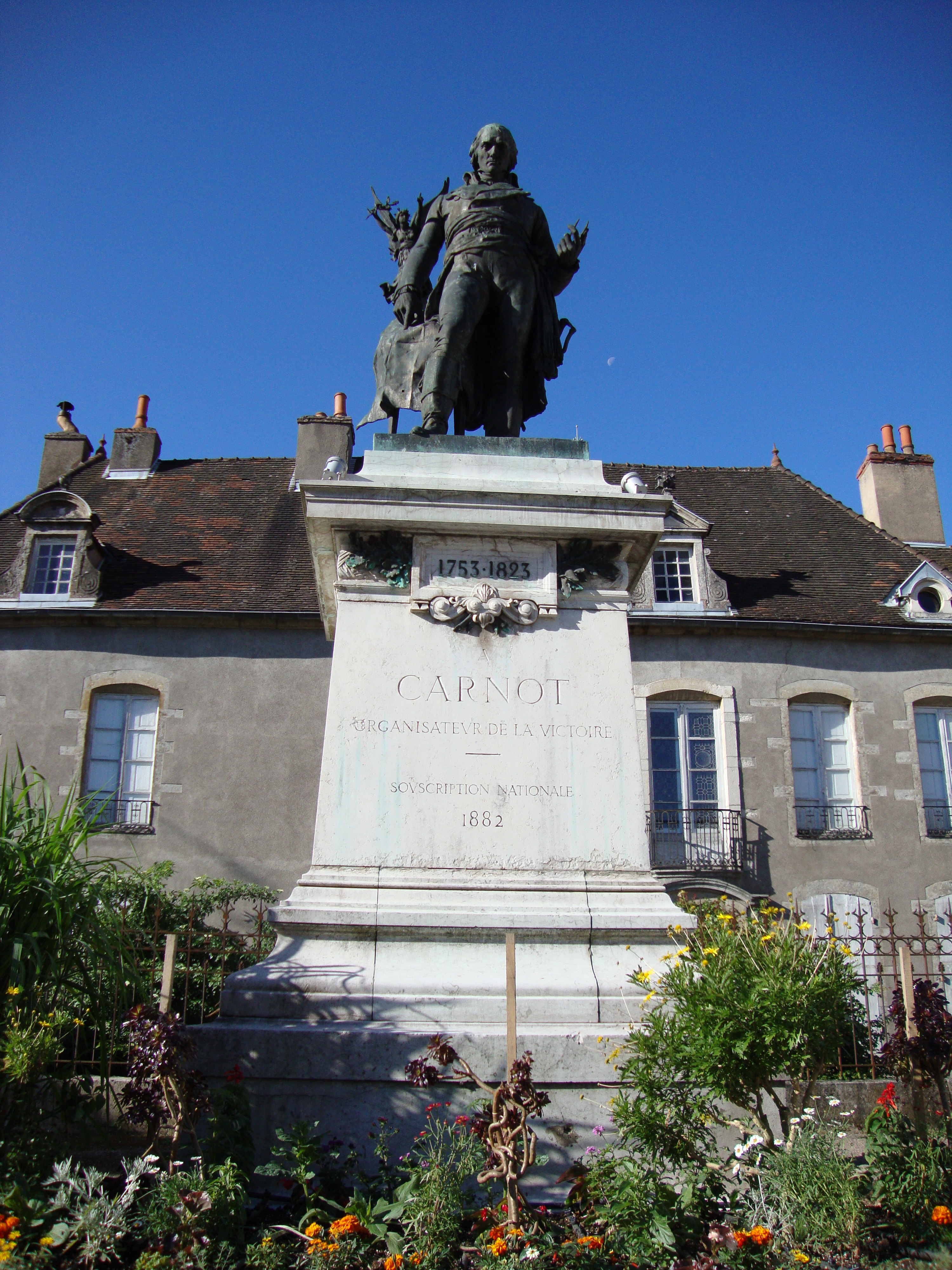
Monumento a Lazare Carnot

Jules Roulleau fece delle statue delle persone celebri la sua specialità, creando anche delle opere monumentali e delle statue allegoriche, come:
- il Monumento a Giovanna d'Arco a Chinon (1893);[6]
- la Statua di Nicolas Appert al museo di belle arti e archeologia di Châlons-en-Champagne (1893);
- il Monumento a Lazare Carnot a Nolay (post 1893);
- il Monumento funebre di Zoița Doamna a Bucarest (post 1892);[7]
- il Monumento a Théodore de Banville al giardino del Lussemburgo di Parigi, 1892;[8]
- Leda e il cigno al museo di Piccardia di Amiens.